# Zelandotipula horni
Zelandotipula horni är en tvåvingeart som först beskrevs av Alexander 1926.  Zelandotipula horni ingår i släktet Zelandotipula och familjen storharkrankar. Inga underarter finns listade i Catalogue of Life.